# Sivry (Henegouwen)
Sivry is een dorp in de Belgische provincie Henegouwen en een deelgemeente van de Waalse gemeente Sivry-Rance.

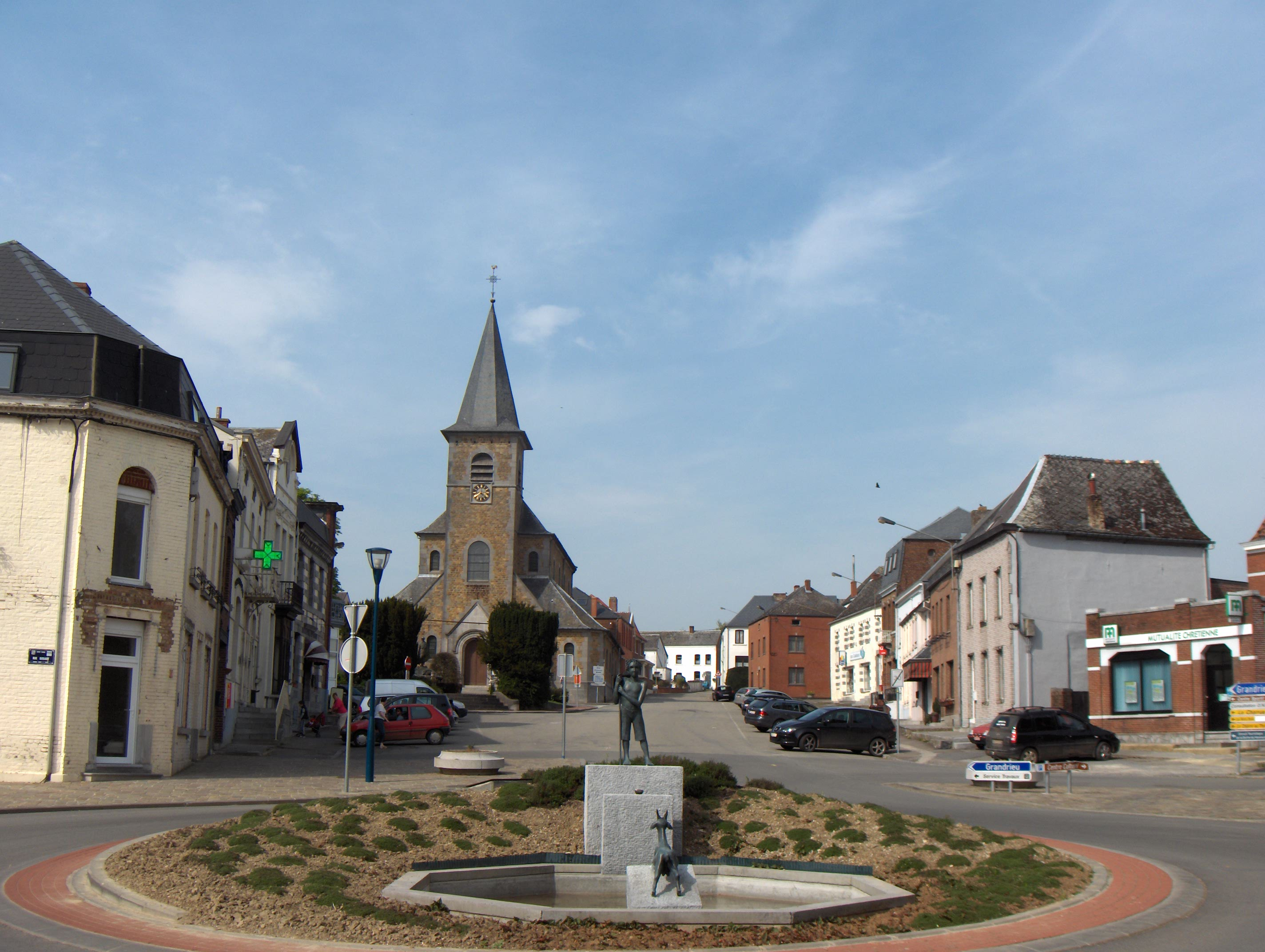
Centrum van Sivry met zicht op de Sint-Kwintenskerk (18e-20e eeuw)

## Geschiedenis

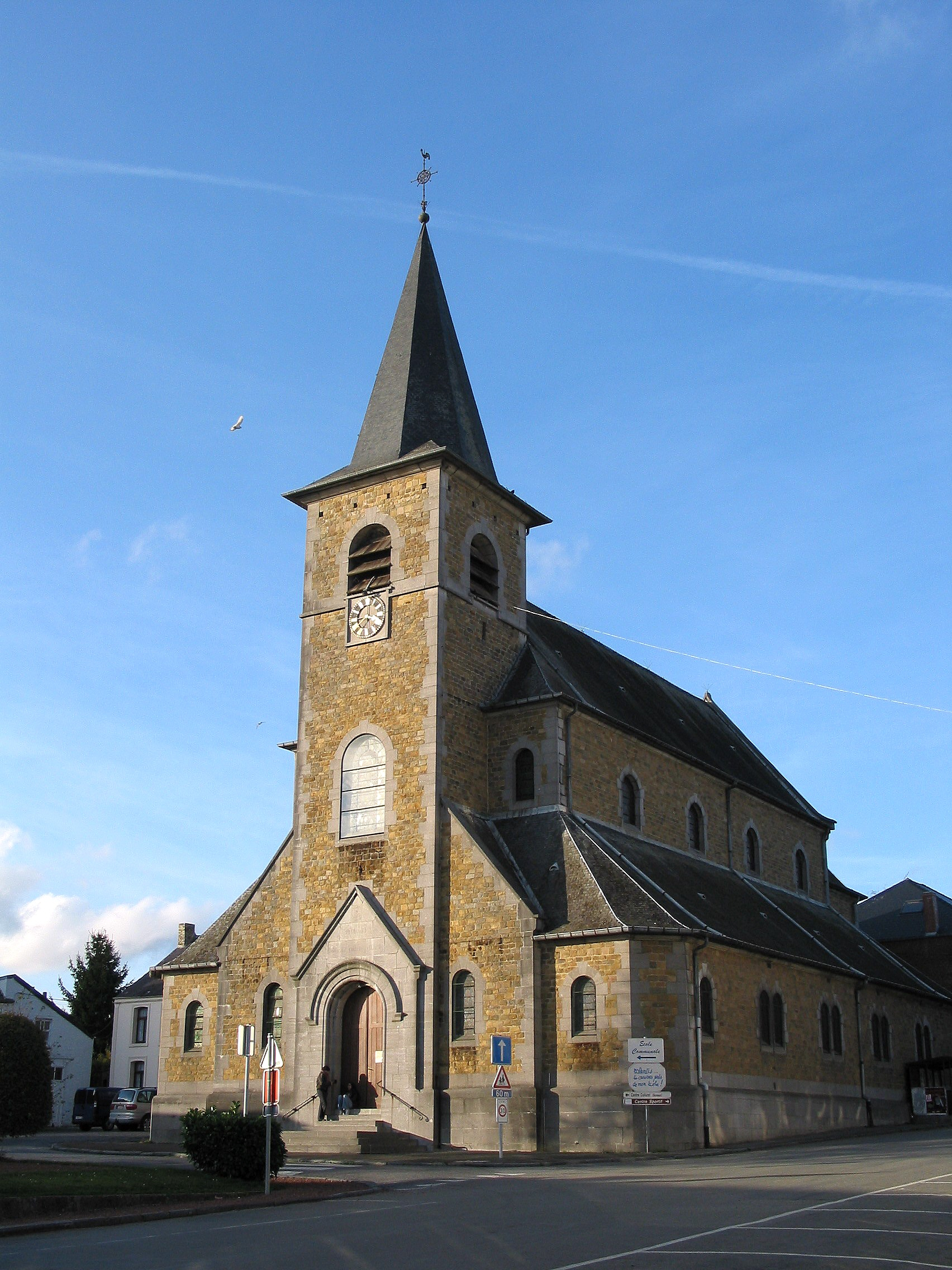
Kerk

Vroeger behoorde het gehucht Sautin tot de gemeente Sivry, maar in 1914 werd Sautin afgesplitst als zelfstandige gemeente.
Sivry was een zelfstandige gemeente tot de gemeentelijke herindeling van 1977, toen het een deelgemeente werd van fusiegemeente Sivry-Rance.

## Demografische ontwikkeling
- Bronnen:NIS, Opm:1831 tot en met 1970=volkstellingen
- 1920: Afsplitsing van Sautin in 1914